# فهرست اصطلاحات موسیقی

## نت‌واره‌ها
- آچیاکاتورا
- موردنت (گَزِش)
- آپوجیاتورا (آرایه)
- گروپتو
- تریل
- آرپجاتو

## نشانه‌ها
- دولاخط تکرار
- دولاخط پایان
- دا کاپو
- دال سینو
- فینه (پایان)
- فرماتو
- نقطه
- استکاتو
- استکاتیسیمو (میخک)
- مزو استکاتو
- تنوتو
- لگاتو
- پرتاتو
- ترمولو (ریز)
- اکسنت (آکسان)
- مارکاتو
- خط اتصال
- خط اتحاد
- پرتامنتو
- گلیساندو
- کرشندو
- دکرشندو

## واژه‌های سرعت اجرا
- آداژیو (آداجو)
- آلگرو
- آندانته
- آندانتینو
- اچلراندو
- استارژندو
- استرینگندو
- اکسلراتو
- انیماتو
- ا تمپو
- پرستو
- رالنتاندو
- ریتارداندو
- ریتنوتو
- گراوه
- لارگتو
- لارگو
- لنتو
- مدراتو
- ویوو

## واژه‌های لحن اجرا
- فورته
- فورتیسیمو
- فورتیسی سیمو
- فورتیسیماتو
- متسوفورته
- پوکوفورته
- فورته پیانو
- متسوپیانو
- پیانو
- پیانیسیمو
- پیانیسی سیمو
- پیانیسیماتو
- پوکوپیانو
- کالاندو
- دیمینوئندو
- مورندو
- اسفورزاندو
- رینفورزاندو
- ستو-ووچه
- تارداندو
- آگوگیک
- نوانس

## گونه‌های موسیقی
- آکوستیک
- اوورتور
- روندو
- سوئیت
- سونات
- سمفونی
- کانن
- والس
- کنسرتو
- فوگ
- توکاتا
- انوانسیون
- پرلود
- اسکرتسو

## اصطلاحات آهنگسازی
- هارمونی
- کنترپوان
- آکورد
- تئوری موسیقی
- آرپژ
- سازبندی
- پاساژ
- تمپو
- ریتم
- فُرم
- ملودی
- نت
- پنج‌خط حامل
- کلید
- سرکلید
- میزان
- میزان نما
- تریوله
- سنکپ
- دیرند

## دیگر اصطلاحات
- اُکتاو (هنگام)
- گام
- دانگ (تتراکورد)
- ارکستر
- روباتو
- ساز
- محدودهٔ صوتی

## اصطلاحات موسیقی ایرانی
- ضد ضرب
- ضرب
- مایه
- مقام
- ردیف
- دستگاه
- گوشه
- تکیه
- آواز
- تحریر
- کرن
- سری
- ربع پرده
- سوال و جواب
- واخوان
- دراب
- شلال
- خراش
- کنده کاری (کندن)

## فرم‌های موسیقی ایرانی
- پیش‌درآمد
- چهارمضراب
- رنگ
- تصنیف
- آواز ضربی
- ساز و آواز
- کار عمل